# Choroba Derzsyego
Choroba Derzsyego (wym. „choroba derżjego”; parwowiroza gęsi) – niebezpieczna, wysoce zaraźliwa choroba wirusowa drobiu wodnego (gęsi i kaczek piżmowych; sporadycznie notowane zakażenia u gęsi śnieżnych i bernikli kanadyjskich). Została zidentyfikowana przez węgierskiego badacza Domokosa Derzsyego (1914–1975) w roku 1967, a w roku 1974 World's Poultry Sciences Association nadała jej nazwę Derzsy's disease. Jest uważana za najgroźniejszą chorobę zakaźną gęsi i powoduje znaczne straty ekonomiczne. Choroba dotyka tylko młode ptaki, począwszy od wyklucia do osiągnięcia wieku pięciu tygodni. Im starsze jest zwierzę w momencie zarażenia, tym większa jest szansa na przeżycie. Wirus pozostaje w organizmie, a ozdrowieniec może zarażać inne ptaki. Choroba podlega obowiązkowi rejestracji.

## Etiologia
Choroba jest wywoływana przez należący do rodziny Parvoviridae wirus choroby Derzsyego (DDV), znany też jako parwowirus gęsi (GPV). Jest on odporny na pasteryzację, zamrażanie, pozbawienie wody i większość typowych środków dezynfekcyjnych, co czyni pozbycie się go bardzo trudnym zadaniem.

## Zakażenieipatogeneza
Wirus może rozprzestrzeniać się zarówno z osobnika na osobnika, jak i z matki na niewyklute potomstwo. Druga z tych dróg nie ma praktycznego znaczenia, gdyż zachorowanie wewnątrz jaja niemal zawsze prowadzi do obumarcia płodu. Wirus bardzo łatwo przenosi się między gęsiami poprzez kał chorych ptaków, zanieczyszczoną wodę lub pokarm, sprzęt hodowlany. Replikacja DDV następuje w komórkach ściany jelit, następnie przedostaje się on z krwią do narządów wewnętrznych i powoduje ich zniszczenie.

## Objawy
Okres inkubacji trwa od trzech do dziesięciu dni i w znacznym stopniu zależy od wieku zarażonego zwierzęcia (im młodsze, tym krótszy). Ptaki tracą apetyt, szukają ciepłych miejsc, występuje apatia i utrata upierzenia. W niektórych przypadkach mogą wystąpić także: biegunka, wodobrzusze, zapalenie spojówek, martwica tkanek jamy ustnej. W przypadku piskląt młodszych niż dwa tygodnie choroba jest zazwyczaj śmiertelna, odsetek rekonwalescentów rzadko przekracza 20%, niekiedy jest zerowy. W ostrej postaci choroby główną przyczyną śmierci jest martwica wątroby. Gdy zarażone pisklę jest starsze, jego szanse na przeżycie wynoszą nawet 70–80%, ale proces zdrowienia trwa bardzo długo. Ozdrowieńcy często są trwale upośledzeni, szczególnie zauważalna jest niska masa ciała i zniszczenie układu odpornościowego; wiele ptaków umiera później wskutek wtórnych zakażeń.

## Rozpoznanie i diagnostyka różnicowa
Zachorowanie podejrzewa się przy wystąpieniu typowych objawów, a potwierdzenie podejrzeń jest możliwe przy pomocy testów laboratoryjnych. Obecnie (rok 2016) badania takie w Polsce wykonuje jedynie Zakład Chorób Wirusowych Drobiu Państwowego Instytutu Weterynaryjnego w Puławach. Diagnostyka różnicowa obejmuje przede wszystkim krwotoczne zapalenie nerek i jelit gęsi, chorobę groźną dla drobiu wodnego w późniejszym okresie życia i wywoływaną przez inny czynnik (poliomawirusa).

## Leczenie i zapobieganie
W niektórych wypadkach próbuje się leczenia farmakologicznego, ale z uwagi na jego wysoką cenę i marne rezultaty kluczowe jest zapobieganie. Dostępna jest szczepionka, ale jej skuteczność jest uznawana za wątpliwą mimo wyraźnego zmniejszenia śmiertelności. Ptaki szczepi się w pierwszym dniu i w trzecim tygodniu życia, a także dwukrotnie przed każdym okresem nieśności. Istotne w zapobieganiu jest także unikanie używania tych samych aparatów lęgowych do jaj z różnych stad.

## Historia
Po raz pierwszy chorobę wykryto w 1956 roku w Chinach. Następnie odkrywano ją niezależnie w wielu krajach Europy, nadając różne nazwy. Obecna nazwa upamiętnia węgierskiego profesora Domokosa Derzsyego, pierwszego badacza tego zagadnienia. W 1971 roku Schettler udowodnił, że chorobę wywołuje parwowirus. Szczepionka jest dostępna od lat osiemdziesiątych.